# Seks, droga, nasilje i strah / Balkan horor rock
Seks, droga, nasilje i strah / Balkan horor rock kompilacija je srpskog punk rock sastava Električni orgazam, koju je 1992. objavila diskografska kuća PGP RTB. Na albumu se nalazi i novi studijski materijal na A-strani, a na B-strani live materijal, snimljen u studiu "M" u Novom Sadu. Ovaj materijal je zajedno s live albumom Balkan horror rock II, objavio Yellow Dog Records na CD-u.

## Popis pjesama

### A strana
| Br. | Skladba                        | Trajanje |
| --- | ------------------------------ | -------- |
| 1.  | »Mentalno«                     | 3:38     |
| 2.  | »Sad ti je teško«              | 2:30     |
| 3.  | »Mala lopta metalna«           | 4:45     |
| 4.  | »Ja mogu još«                  | 2:46     |
| 5.  | »Seks, droga, nasilje i strah« | 5:14     |

### B strana
| Br. | Skladba            | Trajanje |
| --- | ------------------ | -------- |
| 1.  | »Vudu bluz«        | 3:15     |
| 2.  | »Krokodili dolaze« | 5:10     |
| 3.  | »Afrika«           | 2:05     |
| 4.  | »Vi«               | 2:20     |
| 5.  | »Ša la la«         | 5:03     |
| 6.  | »Zlatni papagaj«   | 2:00     |

## Sudjelovali na albumu
- Srđan Gojković — gitara, vokali
- Švaba (Zoran Radomirović) — bas-gitara
- Čavke (Goran Čavajda) — bubnjevi, klavijature, prateći vokali
- Banana (Branislav Petrović) — gitara, harmonika, prateći vokali

## Vanjske poveznice
- Seks, Droga, Nasilje I Strah / Balkan Horor Rock na Discogs
- Diskografija Električnog orgazma na službenoj stranici